# Robert Seppings

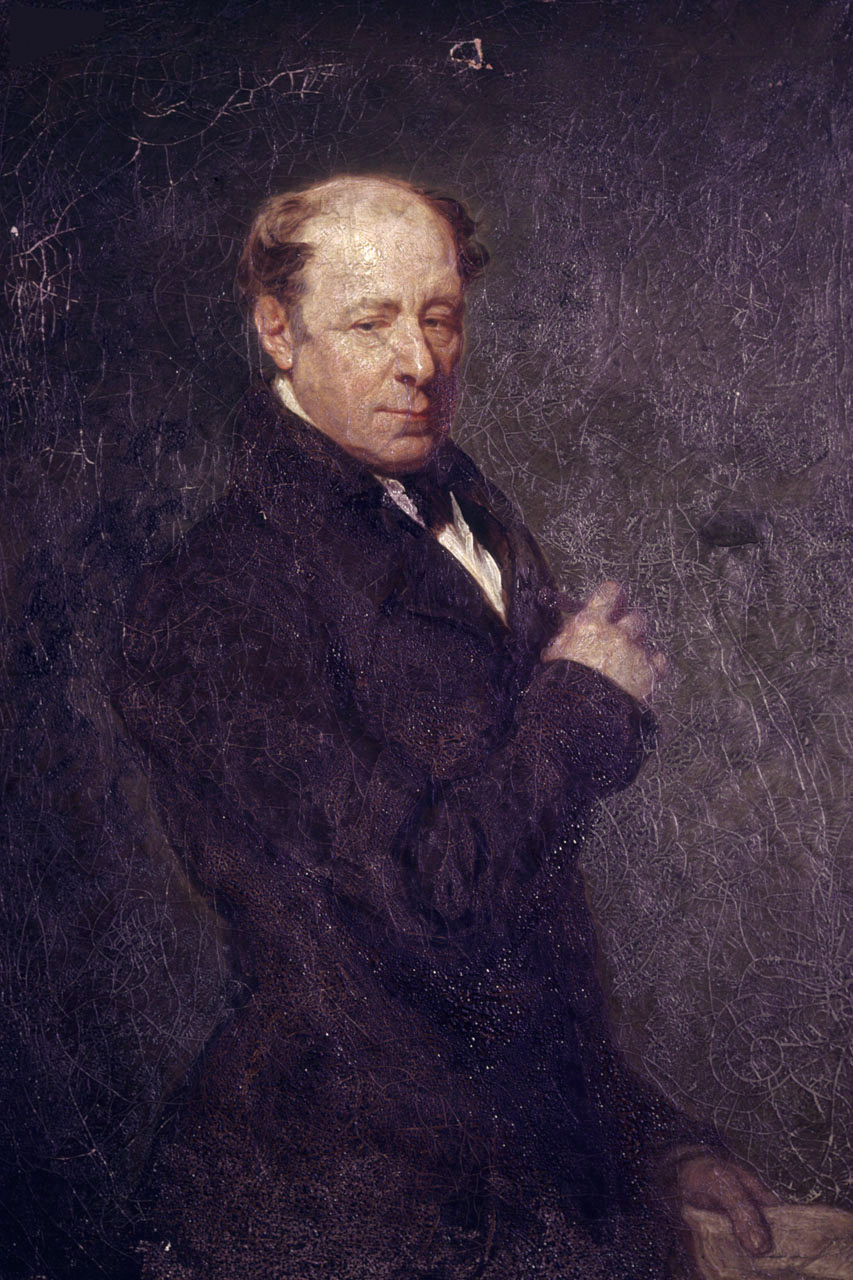
Robert Seppings

Robert Seppings (Fakenham, 1767 – Taunton, 25 september 1840) was een Engels scheepsbouwer.

## Biografie
Seppings werd in 1767 geboren in Fakenham in Norfolk en werd in 1782 als leerling aangenomen op de scheepswerf van Plymouth, een thuishaven van de Royal Navy. In 1800, in de functie van assistent scheepsbouwer, deed Seppings een uitvinding ten behoeve van het onderhoud aan schepen in droogdok. Waar het gangbare, maar bewerkelijke praktijk was om de schepen op te hijsen voor onderhoud aan de kiel, liet hij schepen op een serie van stutten plaatsen, die een voor een verwijderd konden worden voor werkzaamheden. Voor deze vinding, die onder de naam Seppings Blocks bekend werd, verleende de Admiraliteit hem een beloning van £1000. Vier jaar later werd Seppings bevorderd tot  hoofdscheepsbouwer aan de werf in Chatham.
In weerwil van de hang naar traditie die de Royal Navy in die tijd kenmerkte, wist Seppings vele innovaties aan te brengen bij de bouw van marineschepen. Zo verbeterde hij het ontwerp van de boeg en de achtersteven. Vanaf ca. 1830 bouwde hij schepen met een diagonale, ijzeren versteviging van de spanten, waardoor het skelet van een schip beter in staat was de krachten op volle zee en bij stormen op te vangen. Brunel zou deze techniek niet veel later toepassen bij de bouw van de Great Western, een van de eerste trans-Atlantische stoomschepen.
In 1813 werd Seppings benoemd tot 'Surveyor of the Navy', hoofd van de ontwerpafdeling van de Royal Navy, een post die hij tot aan zijn pensioen in 1832 zou vervullen. In 1818 kreeg hij de Copley Medal, een wetenschapsprijs van de Royal Society, de Britse academie van wetenschappen, voor zijn verbeteringen aan marineschepen. Een jaar later werd Seppings voor zijn prestaties in de adelstand verheven.